# Точність виготовлення
То́чність ви́готовлення — ступінь наближення дійсних значень геометричних і інших параметрів деталей і виробів до їх заданих значень, вказаних в кресленнях або технічних умовах.
Точність виготовлення містить три складові точності: конструкторську, технологічну і експлуатаційну.

## Конструкторська точність
Конструкторська точність розглядається в період проектних робіт і визначається похибками, закладеними у виробничому процесі з урахуванням його впливу на функціональні характеристики і вартість виробу. Основний принцип конструювання — встановлення оптимальних вимог до точності з врахуванням роботоздатності і вартості виготовлення виробу.

## Технологічна точність
Технологічну точність розглядають у процесі виробництва виробів. Застосовують три види впливу на технологічну точність: усунення, компенсацію і врахування. Найдійовішими заходами дії на технологічну точність є заходи усунення, які зводяться до усунення причин виникнення похибок. Це супроводжується зростанням витрат на виробництво. Засобами компенсації впливають на точність підвищенням вимог до точності, скороченням розмірних ланцюгів, введенням компенсаторів. Врахування похибки рекомендується, коли її усунення пов'язане із значними затратами.

## Експлуатаційна точність
Експлуатаційна точність залежить від часу експлуатації виробу і формується унаслідок зношування: механічного, корозійного чи ерозійного.

## Основні параметри точності
Розрізняють також нормативну точність — це сукупність допустимих відхилень, що формується на основі конструкторської точності і дійсну точність — сукупність дійсних відхилень, котрі реалізуються в результаті виготовлення виробу (технологічна точність) а у подальшому — в результаті його експлуатації (експлуатаційна точність). Досягти заданої точності це означає виготовити деталі і зібрати механізм так, щоб похибки геометричних, електричних чи інших параметрів знаходились в установлених межах.
Класифікують і регламентують точність виготовлення за наступними ознаками:
- за розмірами;
- за формою;
- за взаємним розташуванням поверхонь;
- за шорсткістю поверхні.

Для надійної експлуатації необхідна висока точність, але технологічно досягти високої точності важко. Критерієм оптимального вибору точності є забезпечення нормативної працездатності виробу при мінімальній сумарній вартості його виготовлення.

## Економічна і досяжна точність
Економічна точність — точність, яка може бути отримана у нормальних виробничих умовах при мінімальній собівартості. Під нормальними виробничими умовами розуміють виконання робіт на справному обладнанні із застосуванням необхідних інструментів і пристроїв робітниками відповідної кваліфікації. Поняття економічної точності застосовують при призначенні технологічних допусків, при проектуванні технологічного процесу для умов серійного і масового виробництв.
Кожному методу обробки відповідає своя економічна точність. Таблиці економічної точності обробки наводяться практично у всіх довідниках із технології машинобудування, наприклад, для чорнової обробки — 14-15-й квалітети, чистової лезової обробки — 10-11-й квалітети.
Досяжна точність — точність, яку можна отримати при виконанні обробки в особливо сприятливих умовах, на спеціально налагодженому чи модернізованому верстаті, висококваліфікованими фахівцями, без обліку витрат часу і незважаючи на собівартість.
Досяжну точність найчастіше використовують в умовах ремонтного чи дослідного виробництва, при виконанні унікальних робіт, а також при виробництві спеціального інструмента.